# Progrès et Pauvreté

Progrès et pauvreté : enquête sur la cause des crises industrielles et de l'accroissement de la misère au milieu de l'accroissement de la richesse, le remède (Progress and Poverty: An Inquiry into the Cause of Industrial Depressions and of Increase of Want with Increase of Wealth: The Remedy) est un livre écrit par le théoricien social et économiste Henry George, paru en 1879. Il se concentre sur les questions suivantes : pourquoi la pauvreté accompagne-t-elle le progrès économique et technologique, et pourquoi les économies affichent-elles une tendance aux cycles d'expansion et de récession. L'auteur utilise l'histoire et la logique déductive pour plaider en faveur d'une solution radicale centrée sur la capture de la rente économique à partir des ressources naturelles et des titres fonciers,. 

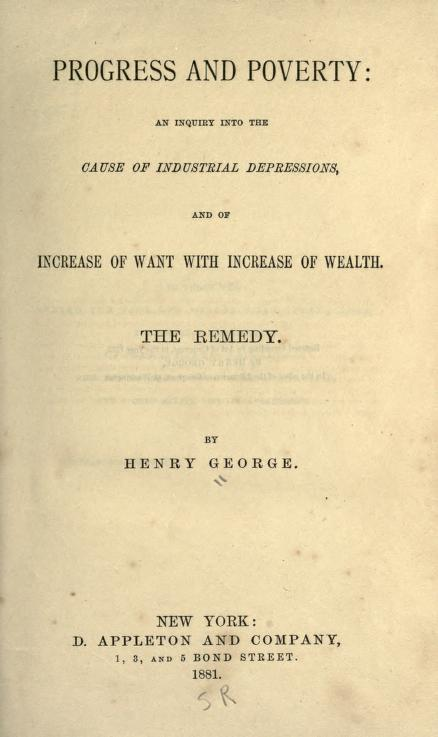
Édition de 1881 du Progress and Poverty.

Le livre, vendu à des millions d'exemplaires, connut un immense succès dans les années 1890. Il a contribué à déclencher l'ère progressiste et un mouvement mondial de réforme sociale autour d'une idéologie connue sous le nom de géorgisme.